# Attacco incendiario di UpStairs Lounge
L'attacco incendiario di UpStairs Lounge ebbe luogo il 24 giugno 1973 in un locale gay situato al secondo piano di un edificio a tre piani al 141 di Chartres Street nel quartiere francese di New Orleans, in Louisiana. Trentadue persone morirono a causa dell'inalazione di fumo. La causa ufficiale è ancora descritta come "origine indeterminata".  Il probabile esecutore, un uomo omosessuale che era stato allontanato in precedenza quel giorno, non fu mai accusato.
È stato l'attacco incendiario più mortale a New Orleans e rimase il peggior attacco sulla comunità LGBT nella storia degli Stati Uniti per 43 anni, superato dalla strage di Orlando del giugno 2016. La reazione della città e dei media dopo l'attacco fu di indifferenza. Coloro che cercavano sepoltura per i morti furono respinti da molte chiese, e molte famiglie rifiutarono di farsi avanti per identificare i morti per vergogna. Nonostante molti notiziari evitarono di menzionare gli incidenti, alcuni editoriali e radio parlarono della vicenda, deridendo le vittime per il loro orientamento sessuale.

## Accaduto
Domenica 24 giugno 1973, l'ultimo giorno del weekend del Gay pride, membri della Metropolitan Community Church, chiesa Protestante pro LGBT, tenevano una messa all'interno del club, al secondo piano di un edificio a tre piani all'angolo tra Chartres e Iberville Streets. La MCC era la prima chiesa gay degli Stati Uniti, fondata a Los Angeles nel 1968. Dopo la messa, il club diede birre gratis e pranzo per i 125 clienti. Al momento dell'incendio, circa 60 persone stavano ascoltando il pianista David Gary e discutendo della prossima raccolta fondi per il locale Crippled Children's Hospital, un ospedale per bambini.
Alle 19:56, suonò un campanello dal piano terra, e il barista Buddy Rasmussen, un veterano dell'Aeronautica, chiese a Luther Boggs di aprire alla porta, prima di un autista di taxi. Boggs aprì la porta e trovò la scala davanti completamente avvolta dalle fiamme, e un odore di liquido infiammabile. Rasmussen immediatamente fece uscire 30 partecipanti dall'uscita posteriore verso il tetto, dove il gruppo poteva accedere al tetto di un edificio vicino e scendere da lì al piano terra. Altri 30 furono accidentalmente chiusi al secondo piano, altri provarono a scappare attraverso le sbarre delle finestre. Un uomo riuscì a passare attraverso le sbarre di 35 centimetri, ma cadde mentre aveva preso fuoco. Il Reverendo Bill Larson della MCC si strinse alle sbarre di una finestra finché non morì, e il suo corpo carbonizzato fu visibile per molte ore successive. L'assistente pastorale della MCC George "Mitch" Mitchell provò a scappare, poi tornò indietro per provare a salvare il suo ragazzo, Louis Broussard. Morirono entrambi nell'incendio, e furono ritrovati abbracciati l'uno all'altro.
I vigili del fuoco furono bloccati dal traffico mentre si trovavano a due isolati di distanza. Una camionetta dei vigili del fuoco provò a salire su un marciapiede ma si scontrò con un taxi. Quando arrivarono trovarono i clienti del bar attaccati alla sbarre e riuscirono a spegnere l'incendio. Ventotto persone morirono nei sedici minuti dell'incendio, ed una persona morì nel tragitto verso l'ospedale. Altri 18 furono feriti, di cui tre, incluso Boggs, morirono successivamente.

## Conseguenze
Le indagini ufficiali non portarono ad alcuna condanna. L'unico sospettato per l'attacco fu Rodger Dale Nunez, un noto traffichino e piantagrane del posto che era stato cacciato dal bar la mattina dopo essersi picchiato con un altro cliente. La polizia cercò di interrogare Nunez poco dopo, ma era in ospedale per avere la mascella fratturata e non poteva rispondere. Quando fu interrogato tempo dopo, i documenti della polizia riportarono che non era assolutamente nervoso. Nunez fu visto da un testimone entrare e uscire dal bar durante i 10-20 minuti precedenti l'incendio, e che non aveva visto nessun altro entrare o uscire dal locale. Dal momento che la polizia notò che il testimone era stressato ed aveva molta tensione nervosa, lo ignorarono ritenendolo un bugiardo.
A Nunez era stato precedentemente diagnosticato un "disturbo di conversione" nel 1970 ed era stato in numeroso cliniche psichiatriche. Era stato rilasciato da un trattamento psichiatrico l'anno prima dell'incendio. Dopo il suo arresto, Nunez fuggì dalla custodia psichiatrica e non fu mai ripreso dalla polizia, nonostante comparve molte volte nel quartiere francese. Un amico rivelò in seguito alla polizia che Nunez aveva confessato in almeno quattro occasioni diverse di aver appiccato l'incendio. Disse all'amico che aveva ricoperto le scale del primo piano con un liquido infiammabile Ronsonol comprato a un Walgreens della zona e di aver acceso un fiammifero. Non si era reso conto, aveva dichiarato, che l'intero posto avrebbe preso fuoco. Nunez si suicidò nel novembre 1974.
Nel 1980, a causa della mancanza di indizi, il caso fu archiviato.

### Copertura da parte dei media
La copertura da parte dei media minimizzò il fatto che nell'incendio erano coinvolti appartenenti alla comunità LGBT. Nessun rappresentante del governo parlò del fatto: come riportato da Robert L. Camina nel 2013, scrittore e regista di un documentario sul caso (Upstairs Inferno), “Sono rimasto scioccato dalla reazione sproporzionata dell'amministrazione comunale. La città ha dichiarato giorni di lutto per molte vittime di tragedie avvenute in precedenza, ma nonostante la grandezza dell'incendio, il caso fu largamente ignorato"

## Funerali e memoriali
Solo un membro del clero, il Reverendo William P. Richardson della St. George's Episcopal Church, acconsentì a celebrare una piccola preghiera per le vittime il 25 giugno. Parteciparono circa 80 persone. Il giorno dopo, Iveson B. Noland, vescovo di New Orleans, rimproverò Richardson per aver celebrato la funzione religiosa. Richardson ricevette inoltre molte lettere di minaccia.
Due servizi funebri furono tenuti il 1º luglio alla chiesa unitariana guidata dal vescovo metodista della Louisiana Finis Crutchfield. All'uscita della chiesa, i partecipanti furono ripresi dalle telecamere per essere identificati. Molti familiari non reclamarono i corpi dei parenti. Alcune persone nell'anonimato pagarono per le tombe di tre uomini non identificati, seppelliti successivamente con un altro uomo identificato in Ferris LeBlanc nel cimitero di Holt.
Nel giugno 1998, venticinquesimo anniversario della vicenda, un memoriale fu tenuto al Gay Pride organizzato dal Reverendo Dexter Brecht della Big Easy Metropolitan Community Church e da Toni J. P. Pizanie. Fu tenuto al Royal Sonesta Hotel Grand Ball Room e vi partecipò tra gli altri il nipote della vittima Clarence McCloskey.

### Commemorazioni
- Nel 1998 la ricostituita congregazione MCC a New Orleans tenne una commemorazione per ricordare nel venticinquesimo anniversario dalla strage i 32 morti. L'evento fu significativo perché i 300 membri della congregazione rifiutarono di nascondere le loro facce e anzi insistettero per entrare in Chiesa dall'ingresso principale.
- Nel 2008 la North American Convocation of Pro-LGBT Christians decise di tenere il suo evento "Many Stories, One Voice" (molte storie, una voce) a New Orleans per commemorare il venticinquesimo anniversario della conferenza e il trentacinquesimo della strage, ma l'evento fu annullato per l'arrivo dell'Uragano Gustav.[12]
- Nel 2008 l'artista locale Skylar Fein costruì un'installazione dal titolo Remember the Upstairs Lounge.[13] Il New Orleans Museum of Art ha poi acquistato l'opera.[7]
- L'episodio 15 dell'ottava stagione di Ghost Hunters visitò il luogo per cercare fantasmi delle vittime. L'episodio si intitolava "Il massacro di Jimani Lounge ."[14]
- Nel 2013, quarantesimo anniversario dell'incendio, L'Arcivescovo di New Orleans, Gregory Michael Aymond, fece una dichiarazione di critica al suo predecessore, l'arcivescovo Philip Hannan, per aver ignorato il fatto. Aymond scrisse al Time che "Dovremmo essere solidali con le vittime e i loro familiari...la chiesa non perdona la violenza e l'odio. Se non estendiamo le nostre cure e la nostra solidarietà, mi scuso profondamente."[15]
- Nel 2013, Royd Anderson scrisse, diresse e produsse un documentario sui fatti chiamato The UpStairs Lounge Fire.[16][17][18]
- Sempre nel 2013, Wayne Self (Compositore di Natchitoches, Louisiana), presentò un musical chiamato Upstairs basato sulla tragedia.[19]
- Nel 2014, McFarland & Company rilasciò il resoconto di Clayton Delery-Edwards dell'incendio chiamato The Up Stairs Lounge Arson: Thirty-two Deaths in a New Orleans Gay Bar, June 24, 1973. Il libro ottenne ottime recensioni.[20]
- Nel 2014, la Melange Dance Company di New Orleans fece uno show di tributo al New Orleans Fringe Festival. Il 'The UpStairs Lounge' show celebrò le vittime e il percorso da allora effettuato per lo sviluppo dei diritti umani.[21]
- Nel 2015, la Melange Dance Company di New Orleans presentò una performance estesa dell'originario show 'The UpStairs Lounge' del 2014.[22]
- Nel 2017, un musical Off-Broadway dal titolo The View UpStairs debuttò al Lynn Redgrave Theater di New York City.

### Fatti correlati
- Lo spazio al secondo piano originariamente chiamato UpStairs Lounge ora contiene degli uffici e una cucina per il Jimani Lounge (nato nel 1971), situato al primo piano. L'attuale proprietario, Jimmy Massacci, e suo padre, l'ex proprietario, assistette personalmente all'incendio e alle sue conseguenze.[5] Il terzo piano è ancora lievemente danneggiato.[23]
- L'incendio fu il terzo attacco a colpire l'MCC,[24] dopo l'incendio al quartier generale della chiesa del 27 gennaio 1973 a Los Angeles ed un altro attacco a una chiesa dell'MCC sempre nel 1973 a Nashville, Tennessee, con la chiesa completamente distrutta ma nessun ferito.[25][26]